# Persone di nome Brandon/Giocatori di football americano
| Questa pagina contiene informazioni ricavate automaticamente dalle voci biografiche con l'ausilio del template Bio e di un bot. L'aggiornamento è periodico e automatico e ricostruisce completamente la pagina. Se manca una persona in questa lista, sei pregato di non aggiungerla, ma accertati piuttosto che la sua voce biografica contenga il template Bio e che i dati anagrafici siano correttamente compilati. Se il template Bio manca, inseriscilo tu stesso o, in alternativa, metti l'avviso {{tmp\|Bio}} che ne segnala la mancanza. Se i dati riportati sono sbagliati, correggi direttamente la voce biografica; le modifiche saranno visibili in questa lista entro pochi giorni. Per chiarimenti vedi il progetto antroponimi. La lista contiene solo le 64 persone che sono citate nell'enciclopedia e per le quali è stato implementato correttamente il template Bio. Pagina aggiornata al 16 ott 2024. |

Questa è una lista di persone presenti nell'enciclopedia che hanno il nome Brandon e sono giocatori di football americano.

## A(3)
- Brandon Aiyuk, giocatore di football americano statunitense (Rocklin, n. 1999)
- Brandon Allen, giocatore di football americano statunitense (Fayetteville, n. 1992)
- Brandon Archer, giocatore di football americano statunitense (Minneapolis, n. 1983)

## B(7)
- Brandon Bair, giocatore di football americano statunitense (Rexburg, n. 1984)
- Brandon Bolden, giocatore di football americano statunitense (Baton Rouge, n. 1990)
- Brandon Boykin, giocatore di football americano statunitense (Fayetteville, n. 1990)
- Brandon Brooks, ex giocatore di football americano statunitense (Milwaukee, n. 1989)
- Brandon Browner, giocatore di football americano statunitense (Pacoima, n. 1984)
- Brandon Burton, giocatore di football americano statunitense (Germania, n. 1989)
- Brandon Butler jr, giocatore di football americano tedesco (n. 1995)

## C(3)
- Brandon Carr, giocatore di football americano statunitense (Flint, n. 1986)
- Brandon Coleman, giocatore di football americano statunitense (Newport News, n. 2000)
- Brandon Coutu, ex giocatore di football americano statunitense (Lawrenceville, n. 1984)

## D(4)
- Brandon Deaderick, giocatore di football americano statunitense (Elizabethtown, n. 1987)
- Brandon Dillon, giocatore di football americano statunitense (Bringhurst, n. 1997)
- Brandon Dixon, giocatore di football americano statunitense (Pompano Beach, n. 1990)
- Brandon Dorlus, giocatore di football americano statunitense (Fort Lauderdale, n. 2001)

## F(4)
- Brandon Facyson, giocatore di football americano statunitense (Jacksonville, n. 1994)
- Brandon Fields, giocatore di football americano statunitense (Southfield, n. 1984)
- Brandon Flowers, ex giocatore di football americano statunitense (Delray Beach, n. 1986)
- Brandon Fusco, giocatore di football americano statunitense (Dayton, n. 1988)

## G(3)
- Brandon Ghee, ex giocatore di football americano statunitense (Spotsylvania, n. 1987)
- Brandon Graham, giocatore di football americano statunitense (Detroit, n. 1988)
- Brandon Gwinner, giocatore di football americano statunitense (Schenectady, n. 1997)

## H(2)
- Brandon Harris, giocatore di football americano statunitense (Miami, n. 1990)
- Brandon Hogan, ex giocatore di football americano statunitense (Manassas, n. 1988)

## J(5)
- Brandon Jackson, giocatore di football americano statunitense (Detroit, n. 1985)
- Brandon Jacobs, ex giocatore di football americano statunitense (Houma, n. 1982)
- Brandon Jenkins, giocatore di football americano statunitense (Tallahassee, n. 1990)
- Brandon Jones, giocatore di football americano statunitense (n. 1998)
- Brandon Jordan, ex giocatore di football americano e allenatore di football americano statunitense (New Orleans)

## L(3)
- Brandon LaFell, giocatore di football americano statunitense (Houston, n. 1986)
- Babe Laufenberg, ex giocatore di football americano statunitense (Burbank, n. 1959)
- Brandon Linder, ex giocatore di football americano statunitense (Southwest Ranches, n. 1992)

## M(9)
- Brandon Marshall, ex giocatore di football americano statunitense (Pittsburgh, n. 1984)
- Brandon Marshall, giocatore di football americano statunitense (Las Vegas, n. 1989)
- Brandon McGee, giocatore di football americano statunitense (Plantation, n. 1990)
- Brandon McKinney, ex giocatore di football americano statunitense (Dayton, n. 1983)
- Brandon McKinney, giocatore di football americano statunitense (Orange)
- Brandon McManus, giocatore di football americano statunitense (Filadelfia, n. 1991)
- Brandon Mebane, ex giocatore di football americano statunitense (Los Angeles, n. 1985)
- Brandon Moore, giocatore di football americano statunitense (Gary, n. 1980)
- Brandon Myers, giocatore di football americano statunitense (Prairie City, n. 1985)

## P(4)
- Brandon Parker, giocatore di football americano statunitense (Kannapolis, n. 1995)
- Brandon Pettigrew, giocatore di football americano statunitense (Tyler, n. 1985)
- Brandon Polk, giocatore di football americano statunitense (Ashburn, n. 1996)
- Brandon Powell, giocatore di football americano statunitense (Deerfield Beach, n. 1995)

## R(2)
- David Reed, giocatore di football americano statunitense (Dubuque, n. 1987)
- Brandon Rodd, giocatore di football americano statunitense (Honolulu, n. 1985)

## S(6)
- Brandon Saine, giocatore di football americano statunitense (Piqua, n. 1988)
- Brandon Scherff, giocatore di football americano statunitense (Denison, n. 1991)
- Brandon Shell, giocatore di football americano statunitense (Goose Creek, n. 1992)
- Brandon Smith, giocatore di football americano statunitense (Contea di Henrico, n. 2001)
- Brandon Spikes, giocatore di football americano statunitense (Shelby, n. 1987)
- Brandon Stephens, giocatore di football americano statunitense (Plano, n. 1997)

## T(3)
- Brandon Taylor, ex giocatore di football americano statunitense (Bogalusa, n. 1990)
- Brandon Thompson, ex giocatore di football americano statunitense (Thomasville, n. 1989)
- B.J. Thompson, giocatore di football americano statunitense (England, n. 1999)

## U(1)
- Brandon Underwood, giocatore di football americano statunitense (Hamilton, n. 1986)

## W(5)
- Brandon Walton, giocatore di football americano statunitense (Clearwater, n. 1998)
- Brandon Washington, giocatore di football americano statunitense (Miami, n. 1988)
- Brandon Watkins, giocatore di football americano statunitense (Detroit)
- Brandon Watts, ex giocatore di football americano statunitense (Augusta, n. 1991)
- Brandon Williams, giocatore di football americano statunitense (Kirkwood, n. 1989)